# Batuan (Masbate)
Batuan è una municipalità di quinta classe delle Filippine, situata nella Provincia di Masbate, nella Regione di Bicol.
Batuan è formata da 14 baranggay:
- Burgos
- Cambañez
- Canares
- Costa Rica
- Danao
- Gibraltar
- Mabuhay
- Matabao
- Nasandig
- Panisihan
- Poblacion
- Rizal
- Royroy
- Sawang